# Barcelona Open 2010

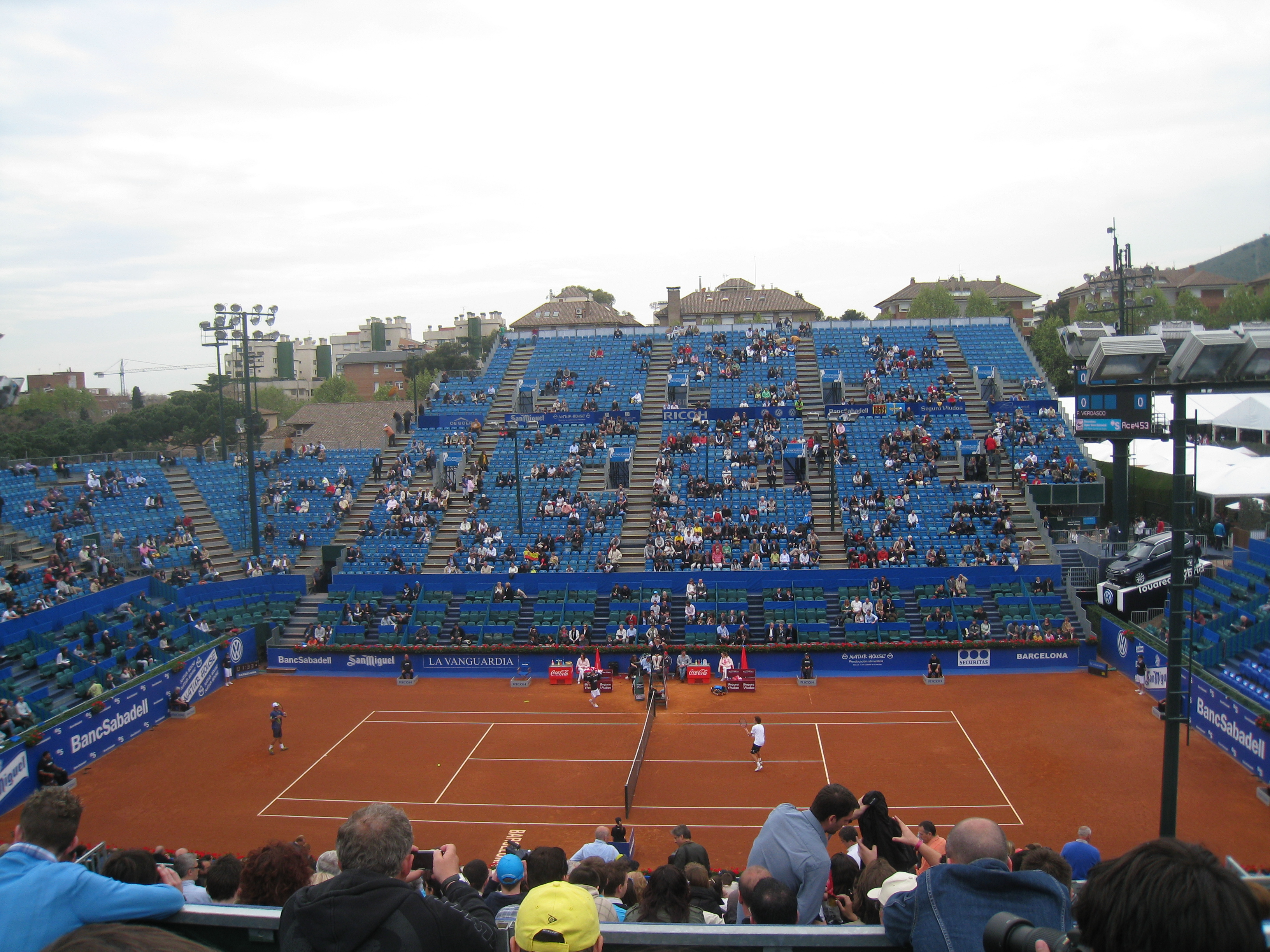
Barcelona Open Banco Sabadell 2010

Il Barcelona Open 2010 è stato un torneo di tennis che si è giocato sulla terra rossa. È stata la 58ª edizione del Torneo Godó, parte della categoria ATP World Tour 500 series nell'ambito dell'ATP World Tour 2010. 
La competizione si è giocata al Real Club de Tenis Barcelona di Barcellona in Spagna dal 19 al 25 aprile 2010. Il campione uscente era Rafael Nadal, che nel 2009 aveva vinto il torneo per la 5ª volta consecutiva, ma non partecipava a questa edizione per riposare in vista degl'impegni successivi.

## Partecipanti

### Giocatori presenti
| Giocatore           | Nazionalità     | Ranking* | Testa di serie |
| ------------------- | --------------- | -------- | -------------- |
| Rafael Nadal        | Spagna          | 3        | 1              |
| Robin Söderling     | Svezia          | 8        | 2              |
| Jo-Wilfried Tsonga  | Francia         | 10       | 3              |
| Fernando González   | Cile            | 11       | 4              |
| Fernando Verdasco   | Spagna          | 12       | 5              |
| Tomáš Berdych       | Repubblica Ceca | 15       | 6              |
| Juan Carlos Ferrero | Spagna          | 16       | 7              |
| David Ferrer        | Spagna          | 17       | 8              |
| Tommy Robredo       | Spagna          | 23       | 9              |
| Juan Mónaco         | Argentina       | 24       | 10             |
| Jürgen Melzer       | Austria         | 27       | 11             |
| Lleyton Hewitt      | Australia       | 30       | 12             |
| Thomaz Bellucci     | Brasile         | 31       | 13             |
| Albert Montañés     | Spagna          | 32       | 14             |
| Nicolás Almagro     | Spagna          | 34       | 15             |
| Feliciano López     | Spagna          | 35       | 16             |

- Ranking al 12 aprile 2010.

### Altri partecipanti
I seguenti giocatori hanno ricevuto una wild card per il tabellone principale:
- Marcel Granollers
- Filip Krajinović
- Alberto Martín
- David Nalbandian
- Fernando Verdasco

I seguenti giocatori sono passati dalle qualificazioni: 

- Simone Bolelli
- Pablo Cuevas
- Tejmuraz Gabašvili (lucky loser)
- Daniel Gimeno Traver
- Marsel İlhan
- Nicolás Lapentti (lucky loser)
- Iván Navarro (lucky loser)
- Albert Ramos Viñolas
- Pere Riba
- Christophe Rochus

### Assenze notevoli
I seguenti giocatori hanno rinunciato al torneo per vari motivi:
- Rafael Nadal (stanchezza)
- Nikolaj Davydenko (infortunio al polso)
- Philipp Kohlschreiber (adduttore)
- Juan Martín del Potro (infortunio al polso)
- Radek Štěpánek
- Gilles Simon (ginocchio destro)
- Tomáš Berdych (anca sinistra)

## Vincitori

### Singolare
Fernando Verdasco batte  Robin Söderling (6-3, 4-6, 6-3).

### Doppio
Daniel Nestor /  Nenad Zimonjić battono  Lleyton Hewitt /  Mark Knowles, 4–6, 6–3, [10-6]